# Miro Barešić
Miro Barešić, född 3 september 1950 i Šibenik, Folkrepubliken Kroatien i dåvarande Jugoslavien, död 31 juli 1991 i Kroatien, var en militant kroatisk nationalist och attentatsman som i Sverige dömdes för beskjutningen av Jugoslaviens ambassad 1971, tillsammans med Anđelko Brajković.

## Biografi
I hemlandet Jugoslavien ska Barešić haft goda betyg i skolan. När han vid 15 års ålder skulle gripas för vapenvägran i en militär ungdomsgrupp höll han sig undan polisen. Senare vid vuxen ålder flydde han till Sverige. I Sverige arbetade han på en gummifabrik och sedan på en metallfabrik.
Barešić hade starka kopplingar till kroatiska fascistnätverk som ses som en post-NDH Ustaša-rörelse, som efter andra världskriget verkade i Europa i exil och utförde terrordåd mot kommunister och jugoslaver. I Sverige umgicks Barešić med landsmän på kroatiska kulturföreningar. Tillsammans försökte en grupp av dem lägga ut planer på att skapa en terroristgrupp som skulle ta namnet "Crna Legija" (Svarta Legionen, efter en Ustašabrigad uppkallad efter sina svarta uniformer). Gruppen hade även kontakt med Hrvatski narodni otpor ("Kroatiskt Nationellt Motstånd") som skapades av Maks Luburić i exil, en före detta högt uppsatt Ustaša-medlem.

## Domar, motiv och fritagning
Miro Barešić och Anđelko Brajković dömdes 1971 i Sverige till livstids fängelse men fritogs på begäran av kaparna av ett plan på Bulltofta flygplats bara ett år senare. Det första och hittills enda kapade planet i Sverige landade på Bulltofta den 15 september 1972. Det kapades för att kunna frita Ante Stojanov och de andra sex kroater som satt fängslade för inblandning i mordet på den jugoslaviske ambassadören Vladimir Rolovic i Stockholm 1971.
Ante Stojanov, som då var 34 år, dömdes av Stockholms tingsrätt för medhjälp till mord på den jugoslaviske ambassadören, medan den då 20-årige Miro Baresic tillsammans med Anđelko Brajkovic fick livstid. Den jugoslaviska säkerhetstjänsten har alltid hävdat att Ante Stojanov i själva verket var hjärnan bakom både ambassadmordet och flygkapningen. Detta styrks av journalisters efterforskningar, såsom svensk-kroatiske journalisten Tonchi Percan som flera år senare studerade den arkiverade förundersökningen och fann bevis för att attentatet redan från början var ett planerat mord (och aldrig ett gisslantagande som "gick snett" som svenska utredare och åklagare trodde och som de hade fått i uppgift av gärningsmännen själva, varav en var en känd mytoman), samt talade med Ante Stojanov, som avslöjade mer information än som tidigare varit känt. Bland annat verifierade han för Percan att planen från start var att mörda ambassadören som hämnd för att Jugoslaviens hemliga polis lönnmördat Maks Luburić, en eftersökt Ustasja-krigsbrottsling och aktivist som dödades i exil i Francos Spanien. I samtal med en före detta nära kontakt med Luburic i Spanien bekräftades detta och det kom fram att skadorna på Rolović, bland annat de tre skotten i ansiktet, skulle likna de grova skador Luburic ådragit sig i lönnmordet, Luburics kontakt sade att attentatet var motiverat med orden "en general för en general".  Media i forna Jugoslavien skriver ofta om linjen att Baresic, hans kompanjon och deras grupp planerade mordet med uppsåt. Tonchi Percans upptäckt i förundersökningen att Baresić på brottsplatsen ställt ett foto av Luburićs lönnmördare, Ilija Stanić (en agent i Titos hemliga polis UDBA) på ambassadörens skrivbord som ett budskap till Tito att detta var hämnd för lönnmordet på Luburić gav upphov till nya teorier: Det har spekulerats att Baresic och hans kompanjoner i förhör hittade på att det hela varit en planerad kidnappning som gick fel, i ett försök att få mildare domar.
Barešić misstänktes ett tag även för att ha varit den som mördade Olof Palme, men då Barešić satt i fängelse under mordnatten fastslog man att han omöjligt kunde vara gärningsmannen. Misstanken kom upp då Palmes fru innan hade sagt att Palme hade varit rädd för Ustaša trots att Jugoslavien tidigare kritiserat Sverige för att inte ta hotet från dessa "exil-Ustasja" på allvar.
Efter fritagningen fick Barešić arbete under andra namn som bland annat livvakt åt Paraguays president, han var även med i Paraguays armé. Han reste sedan till Chile och USA, där han gjorde sig smått känd under falsk identitet som karatemästare. Det finns olika uppgifter angående hur CIA kunde gripa honom, en teori är att han avslöjade sig efter att ha vunnit en karateturnering men inte ville hissa Jugoslaviens flagga, utan den kroatiska. 
När han gripits och förts till Sverige igen sattes han återigen i fängelse. Under en permission vid cirka 30 års ålder förlovade sig Barešić med en kroatisk kvinna som också hade nationalistiska kontakter i hemlandet. De båda gifte sig någon månad efteråt och fick barn.

## Död och eftermäle
Efter att Kroatien förklarat sig självständigt från Jugoslavien återvände han 1991 till hemlandet för att delta i det kroatiska självständighetskriget. Han blev löjtnant i det kroatiska nationalgardet och ledde en mindre grupp soldater. 
Miro Baresic stupade i strid i juli 1991 vid 40 års ålder, men den kroatiska regeringen hemlighöll hans död i över ett år för att inte moralen i den kroatiska armén skulle sjunka. Han utnämndes postumt till major. Hans familj med fru och barn fick då skyddad identitet då de fruktade att serbiska vänner till den jugoslaviske ambassadören skulle hämnas på dem.
I den kroatiska byn Drage avtäcktes en staty av Barešić på 25-årsdagen av hans död vilket väckt starka reaktioner från Serbien.
Baresics liv är svårdokumenterat mer än de få fakta som är bevisade, det är kantat av obekräftade rykten, myter och av extremnationalistiska kroater glorifierade hjältesagor. Exempel på sådana historier som ofta tas för sanning men som ej kan verifieras är de seriösa biografier om den serbiske krigsherren Arkan som påstår att Baresic syntes vid en anstalt i Jugoslavien som Arkan var placerad i på 1970-talet och att Baresic haft i hemligt terroristuppdrag för Ustasja att lönnmörda Arkan (som på den tiden var en gangster men också hyrd lönnmördare åt UDBA).